# 扭轉未來
《扭轉未來》（英語：The Kid，或作）是一部於2000年上映的美國奇幻喜劇劇情片，由強·托特陶執導，奧黛麗·威爾斯編劇，华特迪士尼影片出品。該片的主演包含布魯斯·威利、史賓塞·布雷斯林、艾蜜莉·摩提默、莉莉·湯琳和凱·麥克布萊德等人。

## 劇情
該片的劇情圍繞著一位年約40歲的形象顧問羅斯（Russ，布魯斯·威利飾演）展開。羅斯雖然生活無虞，但過得並不快樂。有一天，羅斯遇見了8歲時的自己（史賓塞·布雷斯林飾演），生活因此有了轉變。

## 角色
- 布魯斯·威利飾演羅斯·德瑞茲（Russ Duritz）
- 史賓塞·布雷斯林飾演8歲時的羅斯
- 艾蜜莉·摩提默飾演艾美（Amy）
- 莉莉·湯琳飾演珍妮（Janet）
- 凱·麥克布萊德（英语：Chi McBride）飾演肯尼（Kenny）

## 上映
《扭轉未來》於2000年7月7日在美國院線上映。

## 反響

### 評價
該片所獲評價褒貶不一。爛蕃茄上收集的98篇專業影評文章中，有48篇給予該片「新鮮」的正面評價，「新鮮度」為49%，平均得分5.2分（滿分10分），而基於另一影評匯總網站Metacritic上的32篇評論文章，其中7篇予以好評，7篇差評，18篇褒貶不一，平均分為45（滿分100），代表「正負評平均參雜」。據CinemaScore進行的調查，觀眾的平均評價於A+至F間落於「A-」。

### 票房
該片於首映週末進帳1,268萬美元，排名當週第四，僅次於《決戰時刻》（1,542萬美元）、（2,711萬美元）及《驚聲尖笑》（4,234萬美元）。截至下檔日，該片在美國及加拿大地區共累積了約8,389萬美元的票房，加上來自其他地區的1.052億美元，全球票房共計1.891億美元。

### 榮譽
| 獎項               | 類別                   | 獲獎或入圍者    | 結果 | 來源         |
| ------------------ | ---------------------- | --------------- | ---- | ------------ |
| 第27屆土星獎       | 最佳年輕演員           | 史賓塞·布雷斯林 | 提名 | [ 8 ] [ 9 ]  |
| 第22屆青年艺术家奖 | 最佳演出——10歲以下童星 | 史賓塞·布雷斯林 | 獲獎 | [ 8 ] [ 10 ] |
| 第22屆青年艺术家奖 | 最佳家庭電影——喜劇     | 《扭轉未來》    | 提名 | [ 8 ] [ 10 ] |

## 備註
1. ↑  即日後的華特迪士尼工作室電影[2]。

## 外部連結
- 互联网电影数据库（IMDb）上《Disney's The Kid》的资料（英文）
- Box Office Mojo上《Disney's The Kid》的資料（英文）
- 爛番茄上《Disney's The Kid》的資料（英文）
- Metacritic上《Disney's The Kid》的資料（英文）